# Eupoa prima
Espèce
Eupoa prima est une espèce d'araignées aranéomorphes de la famille des Salticidae.

## Distribution
Cette espèce est endémique du Viêt Nam.

## Description
La carapace du mâle holotype mesure 0,93 mm de long et l'abdomen 0,96 mm et la carapace de la femelle paratype mesure 0,93 mm de long et l'abdomen 1,11 mm.

## Publication originale
- Żabka, 1985 : Systematic and zoogeographic study on the family Salticidae (Araneae) from Viet-Nam. Annales Zoologici, Warszawa, vol. 39, no 11, p. 197-485.